# Redbourn
Redbourn est une paroisse civile et un village du Hertfordshire, en Angleterre.

## Personnalité liée à la commune
- Clara Grace (1865-vers 1948), coureuse cycliste